# Yacuitella nana
Yacuitella nana is een spinnensoort in de taxonomische indeling van de springspinnen (Salticidae).
Het dier behoort tot het geslacht Yacuitella. De wetenschappelijke naam van de soort werd voor het eerst geldig gepubliceerd in 1999 door María Elena Galiano.